# Fontaine-sous-Jouy
Fontaine-sous-Jouy é uma comuna francesa na região administrativa da Normandia, no departamento de Eure. Estende-se por uma área de 7,36 km². Em 2010 a comuna tinha 883 habitantes (densidade: 120 hab./km²).